# بيغ باند

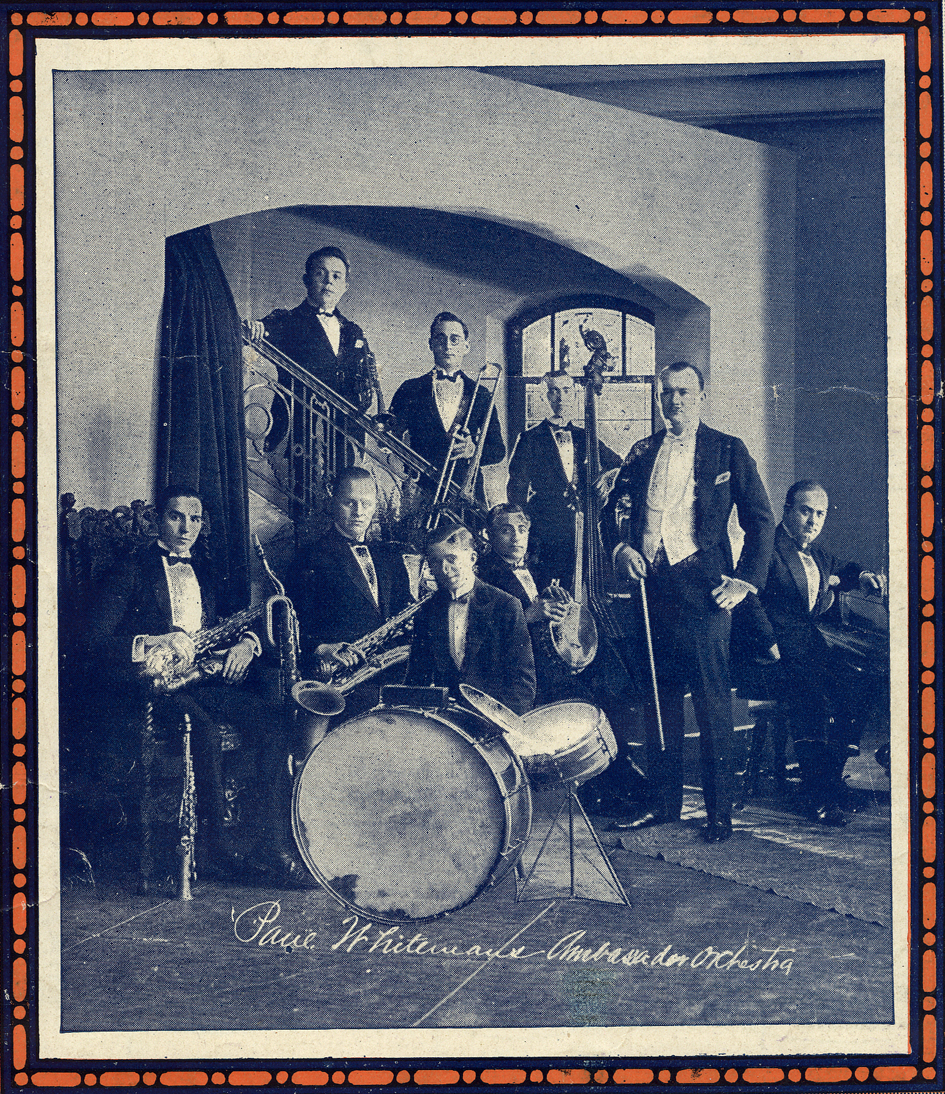
باول وايتمان مع الفرقة عام 1921

بيغ باند (بالإنجليزية: Big Band)‏ (كانت في السابق تدعى غالبا باسم أوركسترا الجاز) هي فرقة موسيقية ترتبط عادة بموسيقى الجاز، تستعمل عادة آلات إيقاعية وعدة آلات نفخ نحاسية وآلات نفخ خشبية ويكون عدد العازفين فيها بين 20 إلى 25 عازف. ظهرت فرق البيغ باند في الولايات المتحدة الأمريكية في مطلع العشرينات من القرن الماضي. يستخدم أيضا هذا المفهوم بشكل عام لأوركسترا الرقص الكبيرة.

## الآلات

أماكن جلوس العازفين في البيغ باند.

تتكون البيغ باند عادة من 17 آلة موسيقية، هي 5 ساكسفون (منهم 2 آلتو، 2 تينور، و 1 باريتون)، 4 أبواق، 4 ترومبون، و4 آلات إيقاعية (درمز، كمان أجهر، غيتار البيس، بيانو). إلا أنه قد تختلف تشكيلة الآلات على حسب توافر العازفين.